# Rovello Porro
Rovello Porro (lombardul: Rovell) település Olaszországban, Lombardia régióban, Como megyében. Lakosainak száma 6264 fő (2023. január 1.). Rovello Porro Lomazzo, Misinto, Rovellasca, Turate, Saronno, Cogliate és Gerenzano községekkel határos.

## Népesség
A település lakossága az elmúlt években az alábbi módon változott:
| Lakosok száma | 6139 | 6122 | 6264 |
|               | 2017 | 2018 | 2023 |